# Энженьейру-Белтран
Энженьейру-Белтран (порт. Engenheiro Beltrão) — муниципалитет в Бразилии, входит в штат Парана. Составная часть мезорегиона Западно-центральная часть штата Парана. Входит в экономико-статистический микрорегион Кампу-Моран. Население составляет 13 647 человек на 2006 год. Занимает площадь 467,257 км². Плотность населения — 29,2 чел./км².

## История
Город основан 26 ноября 1954 года.

## Статистика
- Валовой внутренний продукт на 2003 год составляет 168 893 485,00 реалов (данные: Бразильский институт географии и статистики).
- Валовой внутренний продукт на душу населения на 2003 год составляет 12 198,00 реалов (данные: Бразильский институт географии и статистики).
- Индекс развития человеческого потенциала на 2000 год составляет 0,762 (данные: Программа развития ООН).

## География
Климат местности: субтропический. В соответствии с классификацией Кёппена, климат относится к категории Cfb.